# ييتشون (جمهورية الصين الشعبية)
ييتشون (بالصينية: 宜春市 )‏ هي مدينة على مستوى محافظة، في جمهورية الصين الشعبية، تتبع جيانغشي، تبلغ مساحتها 18,669 كيلومتر مربع، رمزها البريدي هو 336000–336999.

## المناخ
يظهر الجدول التالي التغييرات المناخية على مدار السنة لييتشون:
| البيانات المناخية لـييتشون         | البيانات المناخية لـييتشون | البيانات المناخية لـييتشون | البيانات المناخية لـييتشون | البيانات المناخية لـييتشون | البيانات المناخية لـييتشون | البيانات المناخية لـييتشون | البيانات المناخية لـييتشون | البيانات المناخية لـييتشون | البيانات المناخية لـييتشون | البيانات المناخية لـييتشون | البيانات المناخية لـييتشون | البيانات المناخية لـييتشون | البيانات المناخية لـييتشون |
| الشهر                              | يناير                      | فبراير                     | مارس                       | أبريل                      | مايو                       | يونيو                      | يوليو                      | أغسطس                      | سبتمبر                     | أكتوبر                     | نوفمبر                     | ديسمبر                     | المعدل السنوي              |
| ---------------------------------- | -------------------------- | -------------------------- | -------------------------- | -------------------------- | -------------------------- | -------------------------- | -------------------------- | -------------------------- | -------------------------- | -------------------------- | -------------------------- | -------------------------- | -------------------------- |
| الدرجة القصوى °م (°ف)              | 25.6 (78.1)                | 29.6 (85.3)                | 35.0 (95.0)                | 34.2 (93.6)                | 37.0 (98.6)                | 37.5 (99.5)                | 39.6 (103.3)               | 39.4 (102.9)               | 37.7 (99.9)                | 35.1 (95.2)                | 31.7 (89.1)                | 25.3 (77.5)                | 39.6 (103.3)               |
| متوسط درجة الحرارة الكبرى °م (°ف)  | 9.2 (48.6)                 | 10.8 (51.4)                | 14.9 (58.8)                | 21.7 (71.1)                | 26.6 (79.9)                | 29.9 (85.8)                | 33.4 (92.1)                | 33.0 (91.4)                | 28.7 (83.7)                | 23.7 (74.7)                | 17.9 (64.2)                | 12.7 (54.9)                | 21.9 (71.4)                |
| المتوسط اليومي °م (°ف)             | 5.4 (41.7)                 | 7.0 (44.6)                 | 10.9 (51.6)                | 17.2 (63.0)                | 21.9 (71.4)                | 25.4 (77.7)                | 28.3 (82.9)                | 27.7 (81.9)                | 23.9 (75.0)                | 18.6 (65.5)                | 12.8 (55.0)                | 7.6 (45.7)                 | 17.2 (63.0)                |
| متوسط درجة الحرارة الصغرى °م (°ف)  | 2.5 (36.5)                 | 4.3 (39.7)                 | 7.9 (46.2)                 | 13.7 (56.7)                | 18.3 (64.9)                | 21.9 (71.4)                | 24.1 (75.4)                | 23.8 (74.8)                | 20.2 (68.4)                | 14.8 (58.6)                | 8.9 (48.0)                 | 3.9 (39.0)                 | 13.7 (56.6)                |
| أدنى درجة حرارة °م (°ف)            | −6.1 (21.0)                | −6.9 (19.6)                | −1.9 (28.6)                | 1.6 (34.9)                 | 9.2 (48.6)                 | 12.9 (55.2)                | 17.9 (64.2)                | 16.9 (62.4)                | 11.6 (52.9)                | 1.5 (34.7)                 | −3.8 (25.2)                | −8.5 (16.7)                | −8.5 (16.7)                |
| الهطول مم (إنش)                    | 83.0 (3.27)                | 107.0 (4.21)               | 177.8 (7.00)               | 215.9 (8.50)               | 228.5 (9.00)               | 243.4 (9.58)               | 149.5 (5.89)               | 139.6 (5.50)               | 81.6 (3.21)                | 86.0 (3.39)                | 69.6 (2.74)                | 48.0 (1.89)                | 1٬629٫9 (64.18)            |
| متوسط أيام هطول الأمطار (≥ 0.1 mm) | 15.5                       | 15.4                       | 19.5                       | 19.6                       | 18.3                       | 16.2                       | 13.4                       | 13.9                       | 10.9                       | 11.7                       | 10.3                       | 9.6                        | 174.3                      |
| المصدر: Weather China              |                            |                            |                            |                            |                            |                            |                            |                            |                            |                            |                            |                            |                            |

## التقسيمات الإدارية
- Yuanzhou, Yichun [الإنجليزية]‏
- Fengxin County [الإنجليزية]‏
- مقاطعة وانشاي  [لغات أخرى]‏
- مقاطعة شانغاو  [لغات أخرى]‏
- مقاطعة يى فنغ  [لغات أخرى]‏
- Jing'an County [الإنجليزية]‏
- مقاطعة تونغو  [لغات أخرى]‏
- Fengcheng, Jiangxi [الإنجليزية]‏
- Zhangshu [الإنجليزية]‏
- Gao'an [الإنجليزية]‏.